# Контейнеровоз

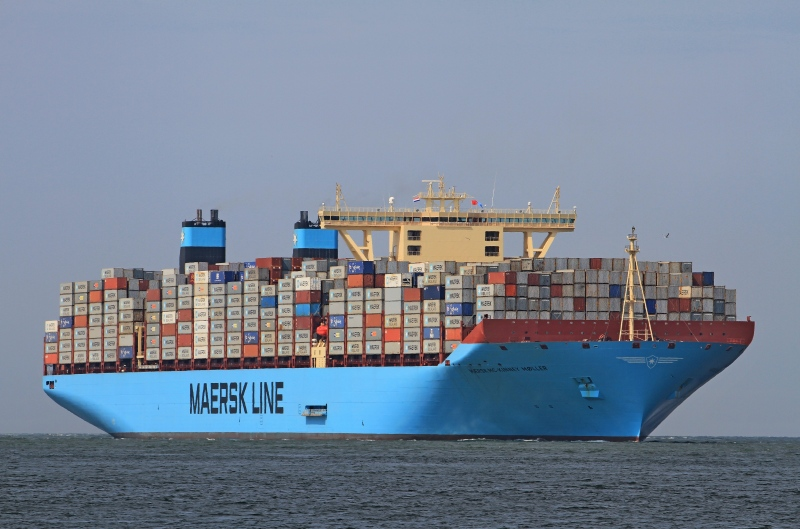
Triple E-Class M/V «Mærsk Mc-Kinney Møller» 18238TEU

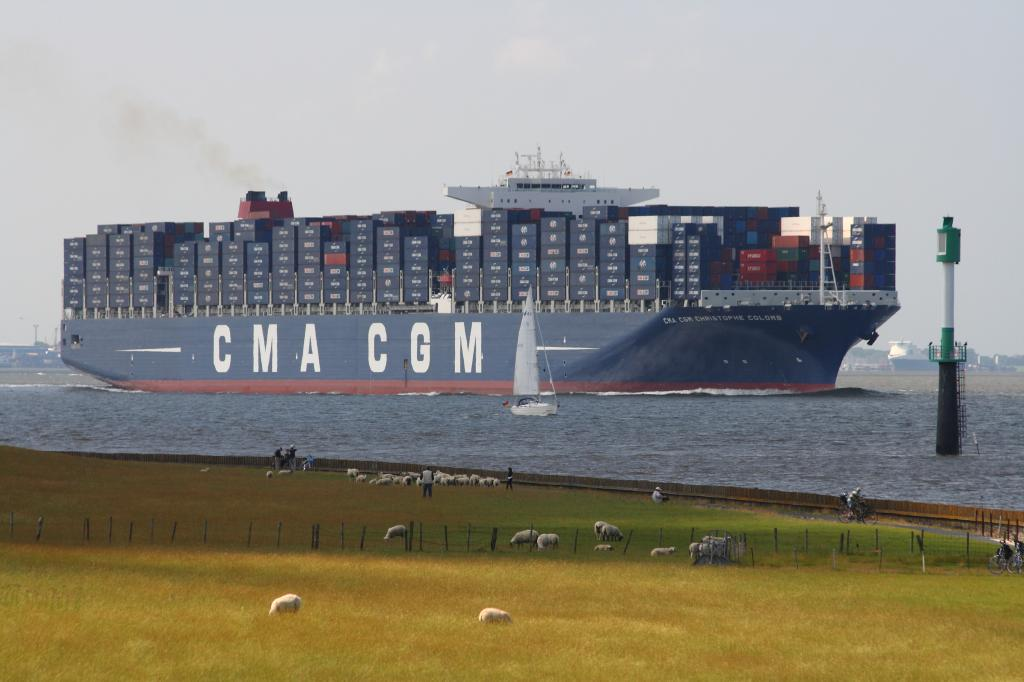
Explorer-Class M/V «CMA CGM Christophe Colomb» (16698TEU) плюс 380TEU Class Trade Area Permit

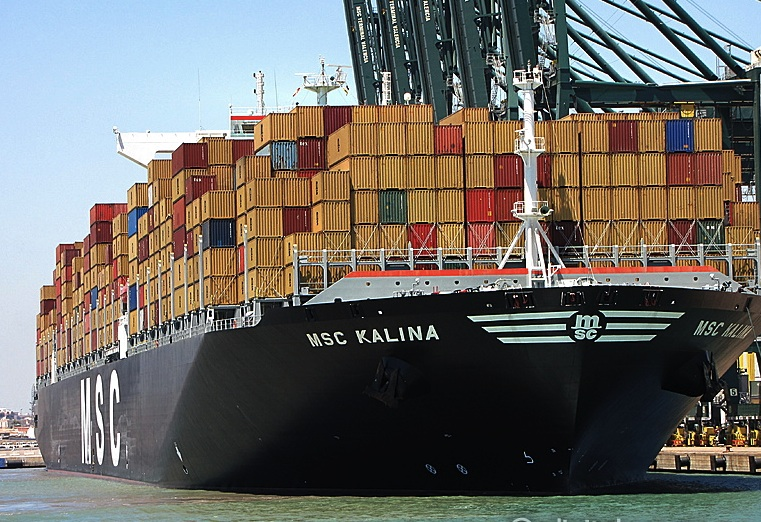
E-Class Контейнеровоз «MSC Kalina» (16380TEU) плюс 305TEU Class Trade Area Permit

Контейнерово́з — специализированное грузовое судно для перевозки груза в однородных укрупненных грузовых единицах — контейнерах (TEU). В морских контейнерных перевозках в основном используются стандартные ISO-контейнеры. Как правило, экипаж контейнеровоза состоит из 10—30 человек.

## Классификация морских судов-контейнеровозов
- Handysize Class — 260—1000 TEU.
- Handymax Class — 1000—1700 TEU.
- Feeder Class — 1700—2500 TEU.
- Sub-Panamax Class — 2500—4000 TEU.
- Panamax Class — (4000—7000 TEU). Появившийся в 1980 г. контейнеровоз вместимостью 4100 TEU (Neptune Garnet) стал самым большим контейнеровозом своего времени. В 1984 г. предел наибольшей вместимости перевалил за 4600 TEU с появлением судна «American New York». На протяжении последующих 12 лет максимальная вместимость контейнеровозов составляла 4500—5000 контейнеров (основной причиной были ограничения по ширине и длине, установленные камерами шлюзов Панамского канала). Такие суда, которые получили в дальнейшем название типа Panamax-size vessels, могли иметь следующие максимальные размеры: ширина — 32,3 м, длина — 294,1 м, осадка — 12 м. В настоящее время в канале имеются две полосы прохода, однако рассматривается возможность постройки третьей полосы с увеличенными размерами шлюзов для следующего поколения контейнеровозов вместимостью свыше 12000 TEU.
- Post-Panamax Class — (7000—13000 TEU). Компания APL, предложившая новые морские пути без прохождения Панамского канала, положила начало развития новых контейнеровозов типа Post-Panamax. В 1996 году судно Regina Maersk с официальной контейнеровместимостью 6400 TEU превысило существующий предел, после чего размер новых контейнеровозов стремительно возрос с 6600 TEU в 1997 году до 7200 TEU в 1998 году и до 8700 к концу 1999 года. Развитие флота было действительно впечатляющим. В настоящее время 30 % мирового контейнерного флота составляют суда типа post-panamax.
- Super-Post-Panamax Class/E-Class — (более 13 000 TEU) Длина Суэцкого канала составляет около 163 км, ширина колеблется от 80 до 135 м. В канале нет шлюзов. До 2012 года проведены дноуглубительные работы в канале для пропуска контейнеровозов вместимостью больше 19000 TEU. В сентябре 2014 года начат второй этап модернизации Панамского канала, параллельный канал в озеро Гатун позволит осуществлять режим безостановочного прохода в обоих направлениях.
- Explorer Class (более 16600 TEU) — серия судов построенных Компанией CMA CGM. По состоянию на 2013 год в эксплуатации находилось четыре судна «CMA CGM Marco Polo», «CMA CGM Alexander von Humboldt», «CMA CGM Jacques Cartier» и «CMA CGM Jules Verne».
- Triple E-Class (более 18 200 TEU) — на 1 марта 2015 года работают пятнадцать судов такого класса на линии Maersk-Line AE1-AE3.
- Post-Triple E-Class (более 21 000 TEU) — на 1 марта 2014 года известно, что CSCL заказало постройку четырех судов такого класса на HHI (с вводом в эксплуатацию первого из серии в январе 2015 года). Крупнейшим действующим контейнеровозом на 2019 год стал построенный в этом году 400-метровый MSC Gülsün (23 756 TEU), построенный Samsung Heavy Industries[1]. Актуальный список крупнейших контейнеровозов можно посмотреть в статье «Список крупнейших контейнеровозов[англ.]».

## Особенности конструкции морских судов-контейнеровозов
По своей конструкции трюмы контейнеровоза имеют вертикальные направляющие (cell guides) для установки и крепления контейнеров. Общий коэффициент раскрытия палуб составляет 80—85 %, что достигается за счет устройства парных или тройных крышек люков по ширине. Крышки трюмов понтонного типа позволяют удобно размещать контейнеры на палубе. Отсутствие грузового устройства и сдвинутая надстройка высвобождают всю палубу для размещения контейнеров.
В 2000-е годы на ряде судов при размещении контейнеров на палубе в 4—5 ярусов по высоте между рядами контейнеров стали делаться опорные стойки, предназначенные для крепления контейнеров, что придает большую устойчивость всему штабелю палубных контейнеров. Для защиты палубных контейнеров от воздействия морской волны на судах, где высота надводного борта не превышает 8 м, делается удлиненный полубак или специальный отбойный козырек. С точки зрения обеспечения безопасности мореплавания, наиболее сложной проблемой для контейнеровозов является обеспечение соответствующей остойчивости судна при различных вариантах загрузки.

## Средства автоматизации морских судов-контейнеровозов
Одним из средств автоматизации, специфичных для контейнерных судов, является применение специализированных грузовых компьютеров, рассчитывающих не только остойчивость и прочность судна, но и осуществляющих проверку грузового плана:
- на совместимость контейнерных грузов с конструкцией судна (допустимые для каждого контейнероместа типы контейнеров, допустимый вес контейнерных рядов (stackweight) и их высота относительно люковых закрытий в трюмах и линии видимости (IMO, Panama Canal, Suez Canal visibility);
- на совместимость контейнерных грузов между собой (сегрегация опасных грузов в соответствии с Международным кодексом морской перевозки опасных грузов (SOLAS part IMDG Code);
- на возможность подключений рефрижераторных контейнеров (то есть контейнеров со встроенным холодильным агрегатом);
- на соответствие сил, действующих на элементы крепления контейнеров (lifting force) в зависимости от GM, предельным значениям, устанавливаемым классификационным обществом.

Для обслуживания контейнеровозов в портах создаются специальные контейнерные терминалы.

## Типы контейнеров перевозимых морскими контейнеровозами
- ISO-контейнер
- Стандартный 20-футовый контейнер (20’DC)
- Стандартный 40-футовый контейнер (40’DC)
- 20- и 40-футовый контейнер типа «OPEN TOP» (открытый верх, 20’OT, 40’OT)
- 20- и 40-футовый контейнер типа «FLAT RACK» (20’FR, 40’FR)
- 20- и 40-футовый контейнер типа «TANK» (20’TC), 40’TC)
- 20- и 40-футовый рефрижераторный контейнер (20’REF, 40’REF)
- 40-футовый контейнер типа «HIGH CUBE» (40’HC)
- 45-футовый контейнер типа «HIGH CUBE» (45’HC)
- 48-футовый контейнер типа «HIGH CUBE» (нестандартный контейнер, используется крайне редко)

## Крепление груза на морских судах-контейнеровозах
Контейнеры должны быть закреплены с помощью запирающих элементов крепления «твистлоков» (twistlocks), которые устанавливаются в нижних углах каждого яруса для предотвращения горизонтального и вертикального смещения контейнеров. В дополнение к этому могут быть использованы вертикальные и диагональные элементы крепления (short, long lashing bars/rods). Контейнеры также могут «нависать» над люковыми закрытиями или другими судовыми конструкциями при том условии, что они не будут выдаваться за пределы, ограничиваемые бортами судна. Условие достаточного обзора с навигационного мостика определяет максимальное количество ярусов контейнеров, которые можно установить на палубе.
GL/DNV разработана и внедрена методика увеличения вместимости контейнеровозов-мегасудов за счет снижения требований к системе крепления в зависимости от района плавания судна, так, например, после принятия подобных требований, с июля 2013 года, судно Е-class способно принять десять ярусов контейнеров на палубу при плавании из Европы в Азию по индийскому муссоному или постмуссоному маршруту до 900 TEU. Решение было принято под давлением глобальных мегаоператоров и безусловно повышает эффективность эксплуатации судов с подобными системами крепления груза.

## Современные морские суда-контейнеровозы
С 2019 года самым большим контейнеровозом в мире стал MSC Gülsün, способный перевозить 23 756 TEU.
Контейнеровозы, которые являются самыми большими в составе флотов 4 крупнейших контейнерных линий:
- «MSC Gülsün» Самый большой контейнеровоз в мире (на 2019 год, регистровый тоннаж 232 618) принадлежит MSC (Швейцария);
- «CSCL Globe» Самый большой в составе флота CSCL (регистровый тоннаж 187 700);
- «Mærsk Mc-Kinney Møller» Самый большой в составе флота Maersk Line (регистровый тоннаж 174 500);
- «CMA CGM Marco Polo». Судно компании CMA CGM, способное перевозить до 16 888 TEU.

В текущей эксплуатации у всех транспортных компаний мира находятся более 350 судов вместимостью от 11 000 до 19 300 TEU.
Планы постройки и ввода в сервис судов класса Triple-E Maersk:
| № п/п | Судно                  | Строительный № | Номер ИМО | Завершен      | Состояние      |
| ----- | ---------------------- | -------------- | --------- | ------------- | -------------- |
| 1     | Mærsk Mc-Kinney Møller | 4250           | 9619907   | Июль 2013     | В эксплуатации |
| 2     | Majestic Mærsk         | 4251           | 9619919   | Июль 2013     | В эксплуатации |
| 3     | Mary Mærsk             | 4252           | 9619921   | Август 2013   | В эксплуатации |
| 4     | Marie Mærsk            | 4253           | 9619933   | Сентябрь 2013 | В эксплуатации |
| 5     | Madison Mærsk          | 4254           | 9619945   | Октябрь 2013  | В эксплуатации |
| 6     | Magleby Mærsk          | 4255           | 9619957   | Ноябрь 2013   | В эксплуатации |
| 7     | Maribo Mærsk           | 4256           | 9619969   | Январь 2014   | В эксплуатации |
| 8     | Marstal Mærsk          | 4257           | 9619971   | Апрель 2014   | В эксплуатации |
| 9     | Matz Mærsk             | 4258           | 9619983   | Июнь 2014     | В эксплуатации |
| 10    | Mayview Mærsk          | 4259           | 9619995   | Июнь 2014     | В эксплуатации |
| 11    | Merete Mærsk           | 4262           | 9632064   | Август 2014   | В эксплуатации |
| 12    | Mogens Mærsk           | 4263           | 9632090   | Сентябрь 2014 | В эксплуатации |
| 13    | Morten Mærsk           | 4264           | 9632105   | Октябрь 2014  | В эксплуатации |
| 14    | Munkebo Mærsk          | 4265           | 9632117   | Январь 2015   | В эксплуатации |
| 15    | Maren Mærsk            | 4266           | 9632129   | Март 2015     | В эксплуатации |
| 16    | Margrethe Mærsk        | 4267           | 9632131   | Апрель 2015   | В эксплуатации |
| 17    | Marchen Mærsk          | 4268           | 9632143   | Май 2015      | В эксплуатации |
| 18    | Mette Mærsk            | 4269           | 9632155   | Май 2015      | В эксплуатации |
| 19    | Marit Mærsk            | 4270           | 9632167   | Июнь 2015     | В эксплуатации |
| 20    | Mathilde Mærsk         | 4271           | 9632179   | Июнь 2015     | В эксплуатации |

## Перспективы развития морского контейнерного флота
Начало проектирования судов ULCS было положено Регистром Ллойда совместно с компанией Ocean Shipping Consultants Ltd. в 1999 году. В сентябре 2005 года новый проект судна вместимостью 13 000 TEU был представлен регистром Germanischer Lloyd и корейскими верфями Hyundai Heavy Industries (HHI). Конструктивными особенностями являлось наличие двух главных двигателей и двух гребных винтов. Судно длиной 382 м, шириной 54,2 м и осадкой 13,5 м. 6230 контейнеров в трюмах и 7210 на палубе. Два главных двигателя по 45 000 кВт, проектная скорость судна 25,5 узлов.
В 2020-е годы вместимость судов типа ULCS может достигнуть 28 000 TEU, суда таких размеров будут иметь ширину около 70 м и осадку до 21 м. В настоящее время такие контейнеровозы не смогли бы пройти Суэцкий канал ввиду больших размеров.